# Навджот

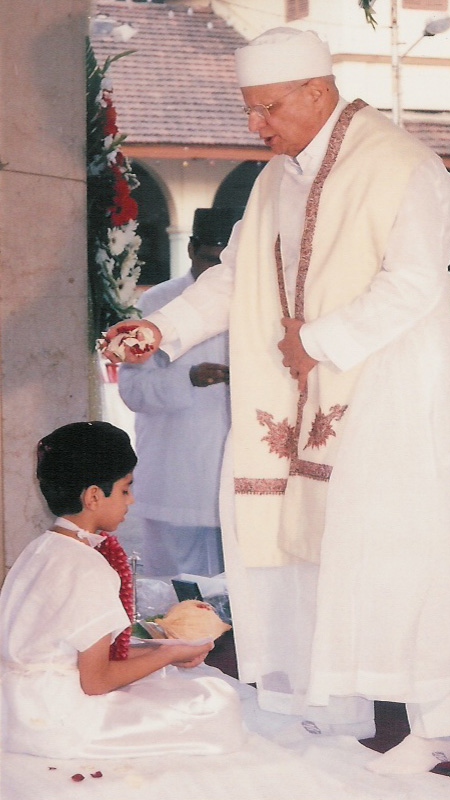
Часть навджота у парсов

Навджот (гудж. નવજોત) — ритуал в зороастризме, после проведения которого человек считается введённым в зороастрийскую религию и начинает носить рубашку седре и пояс кошти. Термин «навджот» обычно используется в среде индийских зороастрийцев (парсов), тогда как среди гебров, зороастрийцев Ирана, ритуал обычно называется седре-пуши.

## Возрастные ограничения
Формально верхнего возрастного порога для проведения ритуала не существует, однако среди верующих зороастрийцев он всегда проводится до начала отрочества у ребёнка. Зороастрийская религия запрещает проведение ритуала, пока ребёнку не исполнилось хотя бы семи лет, поскольку считается, что в таком возрасте он ещё не способен осознать важность этого события. В то же время считается, что если ритуал не проведён до достижения ребёнком 15-летнего возраста, то он пойдёт в жизни по пути зла, поэтому обычно церемония проводится с детьми семи-десяти лет.

## Ритуал
Подготовка к ритуалу начинается за несколько лет до него, поскольку проходящий ритуал (как правило, ребёнок) должен к моменту его проведения знать наизусть целый ряд молитв.
Перед началом церемонии ребёнка купают в освящённой воде, что символизирует очищение. В комнате размещается большая тарелка риса, которая после ритуала преподносится в дар проводившему его священнику. В комнате также размещаются цветы, которые после церемонии раздают гостям. После церемонии ребёнка посыпают изюмом, орехами и прочими подобными плодами, что символизирует пожелание процветания.

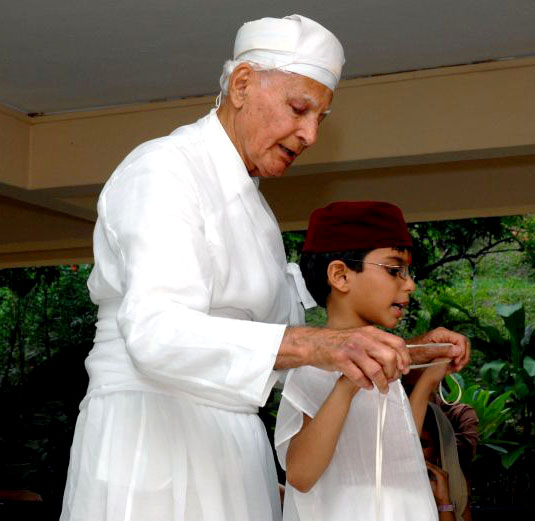
Повязывание кошти на руки

Церемония, как и большинство ритуалов, достаточно сложна и проходит в присутствии огня, однако огонь для навджота не обязательно должен быть священным, поэтому после его проведения может быть потушен. Сам ритуал состоит из чтения молитв как посвящаемым в религию, так и священником. Во время второй молитвы на предплечья посвящаемого кладётся седре, а во время повторного чтения той же самой молитвы — уже надевается на него. После этого священник читает ещё одну молитву, далее посвящаемый читает ещё две молитвы, во время которых священник повязывает ему на руки пояс кошти; затем посвящаемый садится, и на него надевают гирлянды. После священник читает последнюю молитву, содержащую добрые пожелания, и впервые прибавляет к имени посвящённого префикс «бехдин» («последователь [благой] религии»). В случае, если ребёнок принадлежит к семье священника, к его имени прибавляется префикс «оста» (для мужчин) или «ости» (для женщин). После прохождения навджота человек считается полноценным членом зороастрийской общины.
Современные школы Зороастризма значительно изменили прохождение ритуала посвящения, сократив количество молитв и сделав ритуал лишь отдаленно похожим на его прародителя. Так, например, Навджот включал в себя «Секретный джот», «Золотой секретный джот» и несколько секретных молитв, а теперь современные последователи обходятся его упрощенной версией и называют это «сонастройкой».